# ブレゲー941

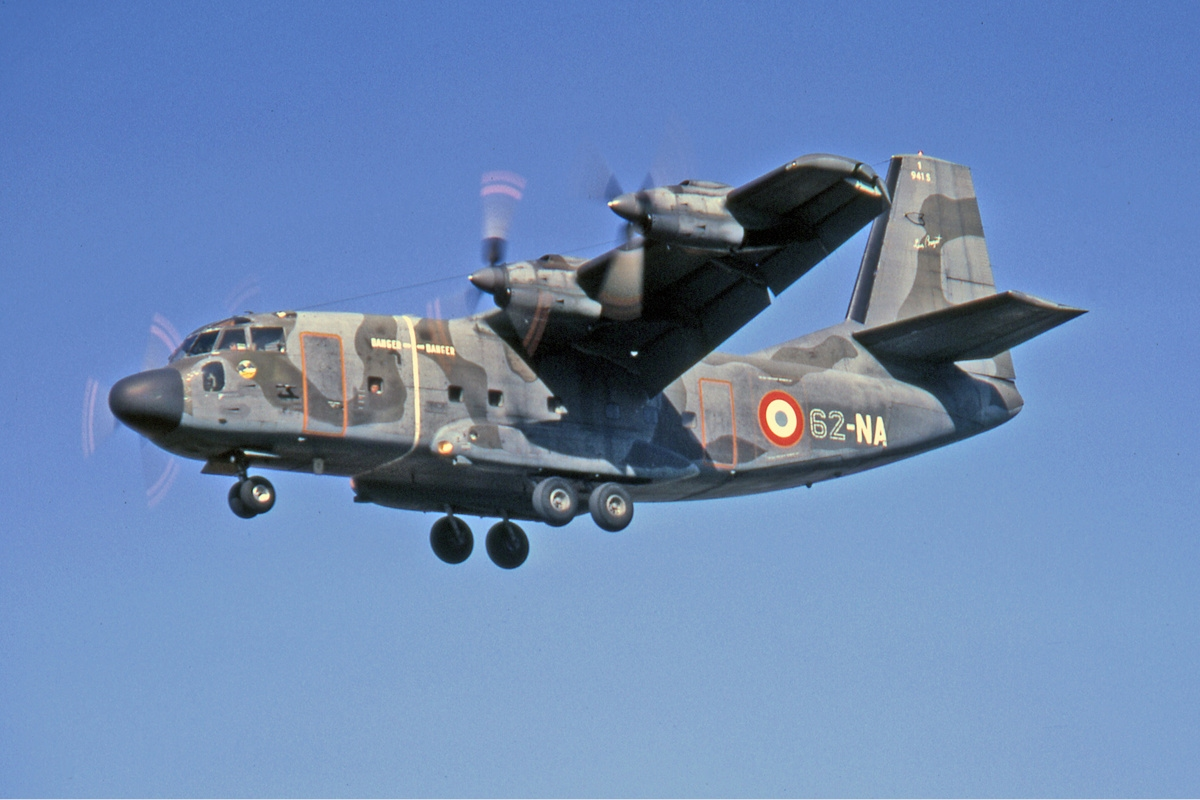
ブレゲー941S

ブレゲー941(Breguet 941)は、1960年代にフランスの航空機製造会社ブレゲーによって開発された短距離離着陸(STOL)機。数機が製造されたが、航空会社からの受注には至らなかった。

## 概要
ルイ・ブレゲーが1940年代から1950年代前半にかけて考案した、「パワード・リフト」という新しい概念の高揚力装置を採用したSTOL機である。
実験機のブレゲー940は1958年5月21日に初飛行し、短距離離着陸の実証に使用された。この結果を元に、実際に輸送に使用することが可能な試作機としてブレゲー941が開発され、その1号機は1961年6月1日初飛行となった。ブレゲー941の飛行試験の結果を元に、より強力なエンジンを搭載し、空中投下が可能な貨物扉が設けられたブレゲー941Sが製造された。これは1967年4月19日に初飛行し、フランス空軍に4機輸送機として採用になり、1974年まで運用された。

### パワード・リフト
ブレゲー941で採用された「パワード・リフト」という概念は、主翼全幅に前縁スラットと後縁二重隙間フラップを設置し、プロペラの後ろに発生する気流（プロペラ後流）を強引に折り曲げることによって揚力を発生させるものである。この仕組みを有効に活用するため、この規模の航空機であれば搭載エンジンは2基で済むところを、ブレゲー941では4基搭載とし、主翼の大半の部分にブロペラ後流が発生するようにしている。
この主翼とプロペラの組み合わせにより、最大揚力係数は7.2に達し、失速速度は83km/hとなった。

## 試験運行

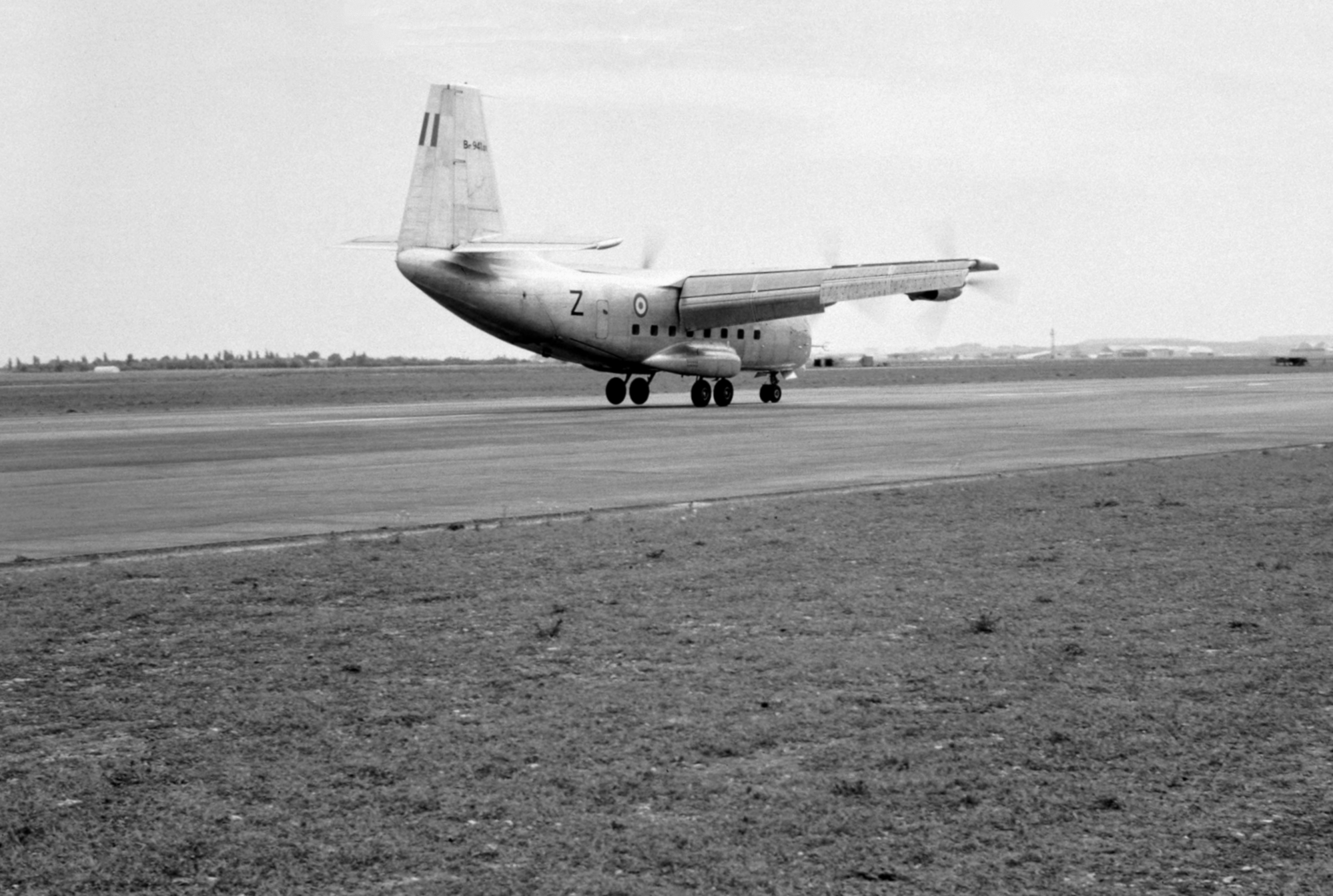
1963年、NASAによりエイムズ研究センターでの飛行試験

試作機はフランスとアメリカ合衆国で試験飛行が行なわれた。特にアメリカでは、マクドネル・ダグラスがライセンス生産を行うこととなり、MD-188というモデル番号が準備された。アメリカ航空宇宙局(NASA)とアメリカ軍も試験を行なったほか、1968年から1969年にかけて、連邦航空局・イースタン航空・アメリカン航空が共同で試験運用を行なった。
しかし、ブレゲー941の運用には特に支障がなかったものの、航空会社からの正式発注はなかった。これは、アメリカの航空会社がジェット化を進めている時期で、STOL機への関心を持っていなかったためとされている。また、アメリカでは陸上の公共交通機関の地位が低下しており、自動車社会であったことから、STOL機での運行距離程度であれば、多少の無理は承知で自動車を利用するという風土も影響したとされている。

## 仕様
- 運行乗員:2名
- 旅客定員:57名
- 全長:23.75m（77フィート11インチ）
- 翼幅:23.40m（76フィート9.25インチ）
- 全高:9.65m（31フィート8インチ）
- 機体重量:13,460kg（29,610ポンド）
- 最大離陸重量:26,500kg（58,422ポンド）
- エンジン:チュルボメカ テュルモ IIID3型ターボプロップエンジン 1,500馬力（1,119 kW）
- 最高速度:243ノット（450 km/h・280マイル/時）
- 巡航速度:217ノット（400 km/h・249マイル/時）
- 航続距離:540ノータムマイル (1,000km）
- 巡航高度:31,200フィート（9,500m）
- 離陸滑走距離:185m（607フィート）※離陸重量が22,000 kg (48,500ポンド)の場合